# Elizabeth Benger
Elizabeth Ogilvy Benger (¿?-9 de enero de 1827) fue una biógrafa, novelista y poeta inglesa.

## Biografía
Elizabeth era hija del matrimonio formado por John Benger o Benjey y Mary Long. Su padre se dedicaba al comercio en Wells, Somerset, pero se convirtió en sobrecargo de la Marina Real Británica en 1782 y de ahí en adelante la familia residió principalmente en Chatham, Kent, hasta 1797. Según la escritora Lucy Aikin, Elizabeth mostró a temprana edad «un fervor por el conocimiento, [y una] pasión por la literatura». A los doce años se le permitió asistir a una escuela local para varones para aprender latín y al año siguiente ya había publicado un poema llamado The Female Geniad; en el que destacaba «mujeres teólogas, eruditas y predicadoras como Cassandra del Fides, Isabella de Barcelona e Issona de Verona, junto a Cornelia, como mujeres históricas que inspiraban a "la excelencia británica" de su tiempo». El poema estaba precedido por el acostumbrado prefacio apologético que «utilizaba la inocencia con gran sofisticación».
Empobrecida después de la muerte del padre en 1796, la familia se trasladó a Devizes, Wiltshire, y luego a Londres en 1802, donde Benger conoció algunas figuras literarias de la época, como las novelistas Jane y Anna Maria Porter y la poeta Caroline Champion de Crespigny, antigua amante de Lord Byron. Más tarde conoció a John Aikin y a su hija Lucy; a la poeta y escritora de literatura infantil Anna Laetitia Barbauld; a Sarah Wesley, la hija escritora del destacado metodista Charles Wesley; y a la novelista y actriz Elizabeth Inchbald. Benger no causó buena impresión en Charles y Mary Lamb y en el diarista Henry Crabb Robinson, quien la describió como «ridículamente inquieta» en un grupo donde Wordsworth estaba presente.
Benger quería convertirse en un dramaturga, pero no tuvo éxito y pronto volvió a la poesía con mensaje social. «The Abolition of the Slave Trade» apareció en 1809, con versos de James Montgomery y James Grahame sobre el mismo tema. Luego vinieron dos novelas, la segunda de las cuales también fue traducida al francés.
Más adelante realizó traducciones del alemán y la introducción de un volumen de cartas de Friedrich Gottlieb Klopstock, además de compilar información para escribir competentes trabajos biográficos sobre Elizabeth Hamilton, John Tobin, Isabel de Bohemia, Ana Bolena y María I de Escocia entre 1818 y 1825. Después de eso, su salud comenzó a fallar, estaba recopilando material para una biografía de Enrique IV de Francia cuando murió el 9 de enero de 1827.